# Коледата невъзможна
„Коледата невъзможна“ (на английски: Jingle All the Way) е американска комедия от 1996 г. на режисьора Брайън Левант. В него се разказва за двама бащи – работохоликът Хауърд Лангстън (Арнолд Шварценегер) и пощенският служител Майрън Ларабий (Синбад), които се опитват да се сдобият с екшън фигурка на супергероя Турбо-Мен за синовете си. Обаче настава хаос, заради тълпите от хора, пазаруващи в последния момент преди Бъдни вечер, и задачата на двамата се усложнява.

## Дублажи

### Българската национална телевизия(2000)
| Обработка           | Продуцентско направление „КИНО“                                                  |
| ------------------- | -------------------------------------------------------------------------------- |
| Преводач            | Надя Баева                                                                       |
| Редактор            | Тодор Игнатов                                                                    |
| Тонрежисьор         | Габриела Жекова                                                                  |
| Режисьор на дублажа | Димитър Караджов                                                                 |
| Озвучаващи артисти  | Живка Донева Силвия Русинова Владимир Пенев Стефан Сърчаджиев-Съра Симеон Владов |

### bTV(2009)
| Преводач            | Луиза Топузян                                                           |
| Тонрежисьор         | Радослав Колев                                                          |
| Режисьор на дублажа | Албена Павлова                                                          |
| Озвучаващи артисти  | Даниела Йорданова Йорданка Илова Калин Сърменов Даниел Цочев Иван Танев |